# Wenceslau Colomer i Colomer
Wenceslau Colomer i Colomer o Gómez (Sabadell, 12 de juny de 1918 - Garches, 10 d'agost de 2001) fou un dirigent comunista català. Era fill d'un firaire de «caballitos» originari de Sabadell. Durant la Segona República Espanyola va militar en el Partit Comunista de Catalunya i fou arrestat arran de la seva participació en els fets del sis d'octubre de 1934. L'abril de 1936 es va integrar a les Joventuts Socialistes Unificades de Catalunya (JSUC), de les que en serà nomenat secretari general el 1937. Això li va permetre participar en la I Conferència Nacional del PSUC a Barcelona (juliol de 1937).
Tot i casat des de 1944 amb Núria Comorera, filla del dirigent Joan Comorera, va mantenir serioses diferències amb aquest. Fou apartat del Comitè Central a Anvers el març de 1939, però després va fer costat Comorera i el 1942 es va incorporar al Secretariat Restringit. El 1945 s'establí a França i es va aproximar a la direcció del PCE. El 1948 va propiciar la destitució de Ramon Soliva Vidal, responsable del partit a l'interior, i en el míting del 28 d'agost de 1949 a Tolosa de Llenguadoc va defensar la integració del PSUC en el PCE. Va ser un dels participants en la defenestració de Joan Comorera i la seva substitució per Josep Sarradell i Pérez, però a poc a poc es va distanciar de la direcció del PCE i durant el I Congrés del PSUC de 1956 ja no ocupava cap càrrec.